# Schrijvers voor Gerechtigheid
Schrijvers voor Gerechtigheid is een gelegenheidscollectief van christelijke muzikanten en dichters. De doelstelling is om regelmatig een album uit te brengen met nummers waarin speciaal aandacht is voor recht en onrecht in de wereld. De liedjes moeten zo zingbaar zijn dat ze in kerkdiensten geluisterd en meegezongen kunnen worden. 
Als artiesten doen o.a. mee: Antonie Fountain, Menno van der Beek, Matthijn Buwalda, Minco Eggersman, Liesbeth Goedbloed, Lydia van Maurik, Bas van Nienes, Reinier Sonneveld en Jeroen van der Werken.

## Discografie
- In 2011 is het album Zeeën van recht uitgebracht, met titels zoals God met ons en Handen van God.
- In 2014 verscheen het album Licht aan, met titels zoals Met open armen en Zo eerlijk als God.
- In 2023 verscheen Scheppingsliederen.